# 钱信伊
錢信伊（英語：Ronny Xin Yi Chieng）是出生於馬來西亞的美籍華裔喜劇演員。他目前是喜劇中心頻道電視節目《每日秀》的高級通訊員，同時他還創作並主演了情景喜劇《錢信伊：國際留學生》。此外，他還出演了電影《摘金奇緣》和《孫神探與黑寡婦的詛咒》。

## 早年境況
錢信伊出生於馬來西亞柔佛州新山的一個華人家庭。他從不慶祝自己的生日並將自己的出生日期保密。他在新加坡和美國長大，其中又於1989年至1994年居住在新罕布什爾州的曼徹斯特。
孩提時，錢信伊曾經加入過新加坡童軍總會並成為一名新加坡海童軍。當他定居新山後，他還是會往返兀蘭並就讀於當地的福春小學（Fuchun Primary School）。隨後他就讀於先驅中校和裕廊先驅初級學院。
高中畢業後，錢信伊前往澳大利亞墨爾本的墨爾本大學三一學院就讀，並於2010年獲得商學學士和法學學士兩個學位。此後他又在澳大利亞國立大學完成了法律實踐課程研究生學位。

## 職業生涯
2012年，錢信伊憑藉電影《羅恩之路（The Ron Way）》與馬修·奧金共同獲得了墨爾本國際喜劇節的最佳新人獎。
2013年，錢信伊獲得機會在加拿大蒙特利爾的嘻笑節上與特雷弗·諾亞同台演出。因為這次結緣，錢信伊在2015年受邀前往《每日秀》參與通訊員試鏡；而特雷弗·諾亞在2015年至2022年期間主持該檔節目。2016年7月，錢信伊被《綜藝》評選為“十大值得關注的喜劇演員”之一。三個月後，錢信伊在《每日秀》的節目中批評了福斯新聞台傑西·沃特斯的一段視頻，該視頻被認為充滿了種族歧視意味。他重新造訪了紐約市的曼哈頓華埠，傑西·沃特斯在他的視頻里對當地居民大肆嘲諷，而錢信伊則用普通話和粵語進行了更為尊重當地住戶的採訪。錢信伊的這段采訪視頻迅速走紅，並獲得了《華盛頓郵報》和《批評雜誌》的報道。
2017年，錢信伊擔任了情景喜劇《錢信伊：國際留學生》的聯合編劇及主演，而這部劇是基於他作為一名馬來西亞人在澳大利亞留學經歷改編。這部情景喜劇是其為美國的喜劇中心頻道和澳大利亞的澳大利亞廣播公司所開發。2018年，他在電影《摘金奇緣》中首次亮相大銀幕，他在其中飾演一個惹人討厭的銀行家——錢埃迪。
2019年，錢信伊與網飛合作的首部個人棟篤笑特輯《亞裔笑星摧毀美國！（Asian Comedian Destroys America!）》正式上線。這部棟篤笑特輯由他在《每日秀》的同事塞巴斯蒂安·迪納塔萊（Sebastian DiNatale）執導。2021年初，錢信伊與網飛達成一份協議，將製作另外兩部由他主演的棟篤笑個人特輯和一部“紀錄片喜劇”。同年他也在漫威影業出品的超級英雄題材電影《尚氣與十環傳奇》中飾演一個原創角色——莊莊。另外也有消息指出錢信伊將再度與塞巴斯蒂安·迪納塔萊合作為索尼影業製作一部動作喜劇電影。
2022年，新“紀錄片喜劇”《錢信伊拿下唐人街（Ronny Chieng Takes Chinatown）》上映；該片由他與YouTuber大衛·馮共同主演，同時還邀請到電影演員劉思慕和職業籃球選手林書豪客串演出。同年4月5日，錢信伊與網飛合作的第二部個人棟篤笑特輯《地下酒吧（Speakeasy）》也正式上線。
2022年10月，錢信伊在《每日秀》中就里希·蘇納克擔任英國首相發表評論，“我知道大家很興奮，這是首位亞裔首相；但我們必須明確一點：印度人不是亞洲人，明白嗎？他們仍然是偉大的人，只是他們並不是亞洲人。”而這條評論引發了許多網民批評，尤其是在印度裔社群內。
2024年7月，檀香山市長里克·布蘭加爾迪宣佈將7月27日定為“錢信伊日”，以表彰其“愛恨交加（Love to Hate It）”巡演於檀香山期間對本地的娛樂貢獻。同年11月，錢信伊的名字出現在於馬薩諸塞州波士頓TD花園所舉行的第28屆“漫畫回家”喜劇節的演出名單中。

## 個人生活
自從2015年移居美國後，錢信伊一直定居在紐約市。他的現任妻子是漢娜·范（Hannah Pham），他們於錢信伊在墨爾本大學攻讀商學和法學學位時相識並開始約會。隨後漢娜·范在紐約大學獲得法學碩士學位，她便開始在美國執業律師。儘管錢信伊在澳大利亞居住了超過十年，但他並未獲得澳大利亞的公民身份或永久居留權。2025年4月，錢信伊對外宣佈他已經獲得美國公民資格。
錢信伊有學習巴西柔術並獲得藍帶級別稱號。
錢信伊是一名狂熱的手錶收藏愛好者，而他的這個興趣源於他在澳大利亞求學期間所購入的一隻精工5號手錶。他曾經在Hodinkee旗下節目《談談錶（Talking Watches）》中展示過自己的手錶藏品，這其中包括精工計時碼表系列中的6139-6010型和勞力士蠔式恆動系列中的16753型“根啤”。他收藏的另一隻名錶則是勞力士於1984年出產的雙色手錶，這是他從他的已故父親出繼承而來，而這隻價值5,000美元的手錶也在《巡迴鑒寶》中展示過。

## 影視作品

### 電影
| 公映年份 | 電影名               | 角色名         | 備註     |
| -------- | -------------------- | -------------- | -------- |
| 2024年   | 無糖霜               | 查克           |          |
| 2024年   | 功夫熊貓4            | 魚船長（配音） | 動畫電影 |
| 2023年   | 度假伙伴2            | 葉             |          |
| 2023年   | 兜風                 | 趙             |          |
| 2023年   | 不足之處             | 王先生         |          |
| 2022年   | 孫神探與黑寡婦的詛咒 | 孫神探（配音） | 動畫電影 |
| 2022年   | 室友梅根             | 大衛           |          |
| 2022年   | 赫爾維林峰的邊緣     | AC·斯隆        |          |
| 2021年   | 尚氣與十環傳奇       | 莊莊           |          |
| 2021年   | 哥斯拉大戰金剛       | 傑伊·韋恩      |          |
| 2021年   | 信任                 | 亞當           |          |
| 2021年   | 結婚計念日           | 山姆           |          |
| 2021年   | 極樂                 | 劍道           |          |
| 2021年   | 許願神龍             | 琵琶神（配音） | 動畫電影 |
| 2018年   | 摘金奇緣             | 錢埃迪         |          |

### 電視節目
| 播出季        | 節目名              | 播出平台         | 角色             | 備註                               |
| ------------- | ------------------- | ---------------- | ---------------- | ---------------------------------- |
| 2025年        | 上週今夜秀          | HBO              | 調查員2號        | 出演“線上內容審核，尤其針對臉書”集 |
| 2024年        | 愛恨交加            | 網飛             | 他自己           | 個人棟篤笑喜劇專場特輯             |
| 2024年        | 喬恩·斯圖爾特每日秀 | 喜劇中心         | 嘉賓主持         | 共計主持7集                        |
| 2023年        | 上週今夜秀          | HBO              | 調查員2號        | 出演“麥肯錫”集                     |
| 2023年        | 每日秀              | 喜劇中心         | 嘉賓主持         | 出演“喬丹·霍納斯”集                |
| 2022年        | 地下酒吧            | 網飛             | 他自己           | 個人棟篤笑喜劇專場特輯             |
| 2019年        | 亞裔笑星摧毀美國！  | 網飛             | 他自己           | 個人棟篤笑喜劇專場特輯             |
| 2016年        | 凱特外膾秀          | 澳大利亞廣播公司 | 他自己           | 共計出演1集                        |
| 2015年—迄今   | 每日秀              | 喜劇中心         | 他自己（通訊員） | 於特雷弗·諾亞擔任主持時加入        |
| 2013年—2014年 | 你有注意過嗎？      | 十號電視網       | 他自己           | 共計出演3集                        |

## 獎項榮譽
| 年份   | 獎項                     | 被提名門類     | 被提名作品             | 結果 |
| ------ | ------------------------ | -------------- | ---------------------- | ---- |
| 2024年 | 黃金時段艾美獎           | 最佳談話節目   | 《每日秀》             | 獲獎 |
| 2024年 | 亞太族裔影視慶典         | 喜劇獎         | 《每日秀》             | 獲獎 |
| 2022年 | 澳大利亞影視藝術學院獎   | 最佳棟篤笑特輯 | 《地下酒吧》           | 獲獎 |
| 2018年 | 在線影視協會獎           | 最佳群戲       | 《摘金奇緣》           | 提名 |
| 2016年 | 澳大利亞電影製片人協會獎 | 最佳電影短片   | 《錢信伊：國際留學生》 | 獲獎 |

### 腳註
1. ↑  2024年11月，錢信伊在參加《吉米·坎摩爾直播秀》時談到了互聯網上有關其生日為11月的謠言。他在節目中向吉米·坎摩爾展示了自己的合法證件並澄清了這條謠言，而坎摩爾也隨即在節目裡證實了錢信伊生日並非在11月，但他也沒有透露錢信伊的真正出生日期。

### 出典
1. ↑  . 中國報. 2025-04-06  [2025-04-27].
2. ↑  Anndrea A Webber. . 星報. 2025-04-07  [2025-04-27].
3. 1 2  Elle Hunt. . 衛報. 2016-04-27  [2025-04-27].
4. 1 2   (電視節目). 巡迴鑒寶（英语：Antiques Roadshow (American TV program)）. WGBH電視台（公共廣播電視公司）. 2021-06-23  [2025-04-27] –YouTube.
5. ↑   (電視節目). 吉米·坎摩爾直播秀. 美國廣播公司. 2024-11-27  [2025-04-27] –YouTube.
6. ↑  Jason Greenough. . Vanyaland. 2019-02-08  [2025-04-27].
7. ↑  . 全國公共廣播電台. 2018-11-02  [2025-04-27].
8. 1 2 3   (電視節目). 亞洲新聞台. 2019-11-29  [2025-04-27] –YouTube.
9. ↑  林佳憓. . 聯合早報. 2017-04-20  [2025-04-27].
10. ↑  . 三一學院（英语：Trinity College, Melbourne）. 2015-11-09  [2025-04-27].
11. ↑  . Study International. 2021-01-23  [2025-04-27].
12. ↑  . 墨爾本國際喜劇節（英语：Melbourne International Comedy Festival）.   [2025-04-28].
13. 1 2  . 阿曼普與她的夥伴（英语：Amanpour & Company）. CNN國際頻道. 2019-12-18  [2025-04-28] –YouTube.
14. ↑  Sheila Yasmin Marikar. . 紐約客. 2019-12-02  [2025-04-28].
15. ↑  . 綜藝. 2016-07-20  [2025-04-28].
16. ↑  Carmelo Anthony. . 喜劇中心. 2016-10-06  [2025-04-28]. （原始内容存档于2016-10-12）.
17. ↑  Erik Wemple. . 華盛頓郵報. 2016-10-07  [2025-04-28].
18. ↑  Marissa Martinelli. . 批評雜誌. 2016-10-07  [2025-04-28].
19. ↑  Simon Leo Brown. . 澳大利亞廣播公司. 2016-03-31  [2025-04-30].
20. ↑  Dennis DiClaudio. . 影音俱樂部. 2016-10-05  [2025-04-30]. （原始内容存档于2016-10-08）.
21. ↑  Rebecca Ford. . 好萊塢報道. 2017-04-24  [2025-04-30].
22. 1 2  Mitchell Kuga. . 風尚志 (紐約時報). 2019-12-17  [2025-04-30].
23. ↑  Elisabeth Sherman. . 禿鷲網. 2019-12-10  [2025-04-30].
24. 1 2  Mia Galuppo. . 好萊塢報道. 2021-07-15  [2025-04-30].
25. ↑  Danielle Turchiano. . 綜藝. 2021-02-24  [2025-04-30].
26. 1 2  Jacob Fisher. . DiscussingFilm. 2021-10-21  [2025-04-30].
27. ↑  Umberto Gonzalez. . TheWrap. 2012-03-23  [2025-04-30].
28. ↑  Delia Cai. . 名利場. 2022-04-21  [2025-04-30].
29. ↑  Ashley Reese. . 網飛. 2022-03-31  [2025-04-30].
30. ↑  Sean L Mccarthy. . Decider. 2022-03-05  [2025-04-30].
31. ↑  Brahmjot Kaur. . NBC新聞. 2022-10-28  [2025-04-30].
32. ↑  Drima Chakraborty. . 亞洲壹號網（英语：AsiaOne）. 2022-10-28  [2025-04-30].
33. ↑  . 馬來郵報. 2024-07-18  [2025-04-30].
34. ↑  . TD花園.   [2025-04-30].
35. ↑  . 喜劇中心.   [2025-04-28]. （原始内容存档于2021-10-19）.
36. ↑  María Luisa Paúl. . 華盛頓郵報. 2022-04-15  [2025-04-28].
37. ↑  Amber Belus. . Distractify（英语：Distractify）. 2023-01-10  [2025-04-28].
38. ↑  Nick Taras. . 直擊人心（英语：Beat (magazine)）.   [2025-04-28].
39. ↑  Garry Maddox. . 悉尼先驅晨報. 2015-09-03  [2025-04-28].
40. ↑   (電視節目). 每日秀. 喜劇中心. 2025-04-06  [2025-04-27] –YouTube.
41. ↑  Lim Ruey Yan. . 海峽時報. 2025-04-07  [2025-04-28].
42. ↑  Phil Jones. . JitsMagazine. 2024-10-07  [2025-04-28].
43. ↑  Jon Bues. . Hodinkee（英语：Hodinkee）. 2021-09-23  [2025-04-28].
44. ↑  Rachel Paige. . 漫威娛樂. 2020-12-10  [2025-04-28].
45. ↑   (電視節目). 上週今夜秀. 家庭票房頻道. 2023-10-23  [2025-04-29] –YouTube.
46. ↑  . 喜劇中心.   [2025-04-29]. （原始内容存档于2023-04-27）.
47. ↑  . 馬來西亞太陽報（英语：The Sun (Malaysia)）. 2024-09-19  [2025-04-30].
48. ↑  . 評論家選擇協會. 2024-10-24  [2025-04-30].
49. ↑  . 澳大利亞影視藝術學院（英语：Australian Academy of Cinema and Television Arts）.   [2025-04-30].
50. ↑  . 在線影視協會.   [2025-04-30].
51. ↑  . Sticky Pictures Pty Ltd.   [2025-04-30].

## 外部連接
- 官方网站（英文）
- 錢信伊的Instagram帳戶
- 錢信伊在互联网电影资料库（IMDb）上的資料（英文）
- 錢信伊在豆瓣上的资料（简体中文）